# Maynal
Maynal ist eine französische Gemeinde im Département Jura in der Region Bourgogne-Franche-Comté. Sie gehört zum Arrondissement Lons-le-Saunier und zum Kanton Saint-Amour.
Die Nachbargemeinden sind Beaufort im Nordosten, Cuisia im Südosten, Augea im Südwesten und Flacey-en-Bresse (Département Saône-et-Loire) im Nordwesten.

## Bevölkerungsentwicklung
| Jahr                       | 1962 | 1968 | 1975 | 1982 | 1990 | 1999 | 2008 | 2017 |
| Einwohner                  | 361  | 362  | 356  | 328  | 312  | 280  | 290  | 338  |
| Quellen: Cassini und INSEE |      |      |      |      |      |      |      |      |

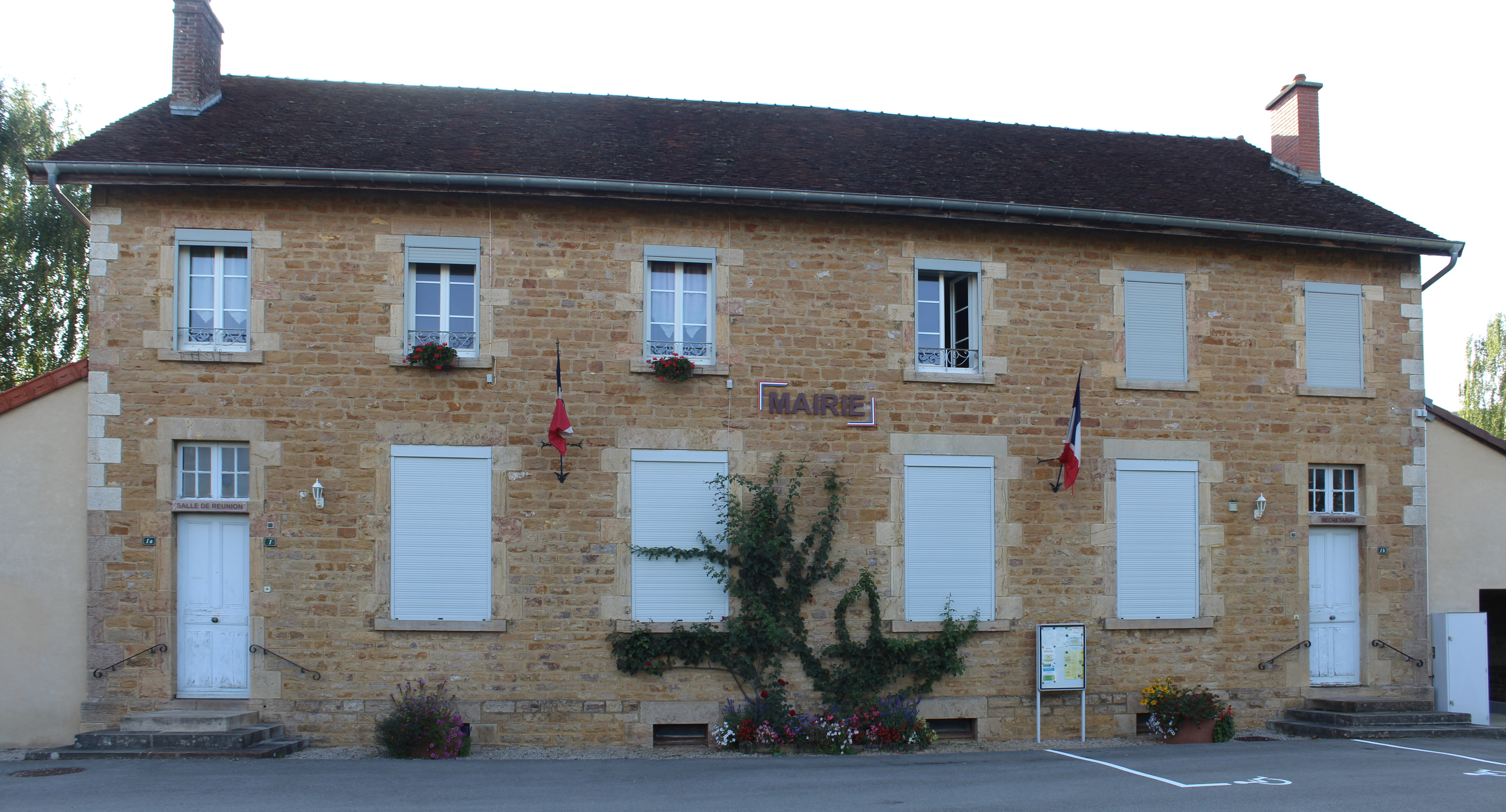
Mairie Maynal
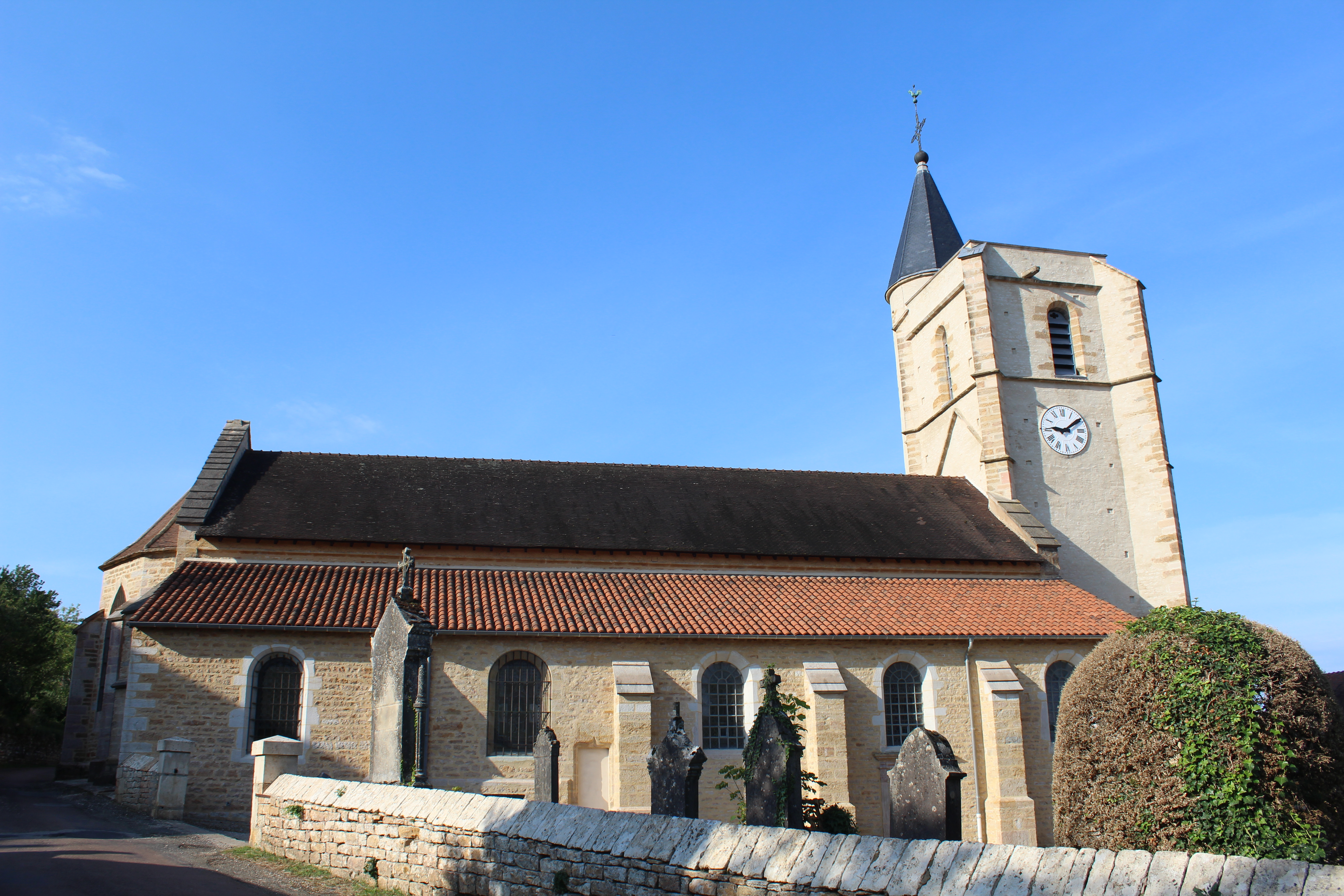
Kirche Saint-Cloud
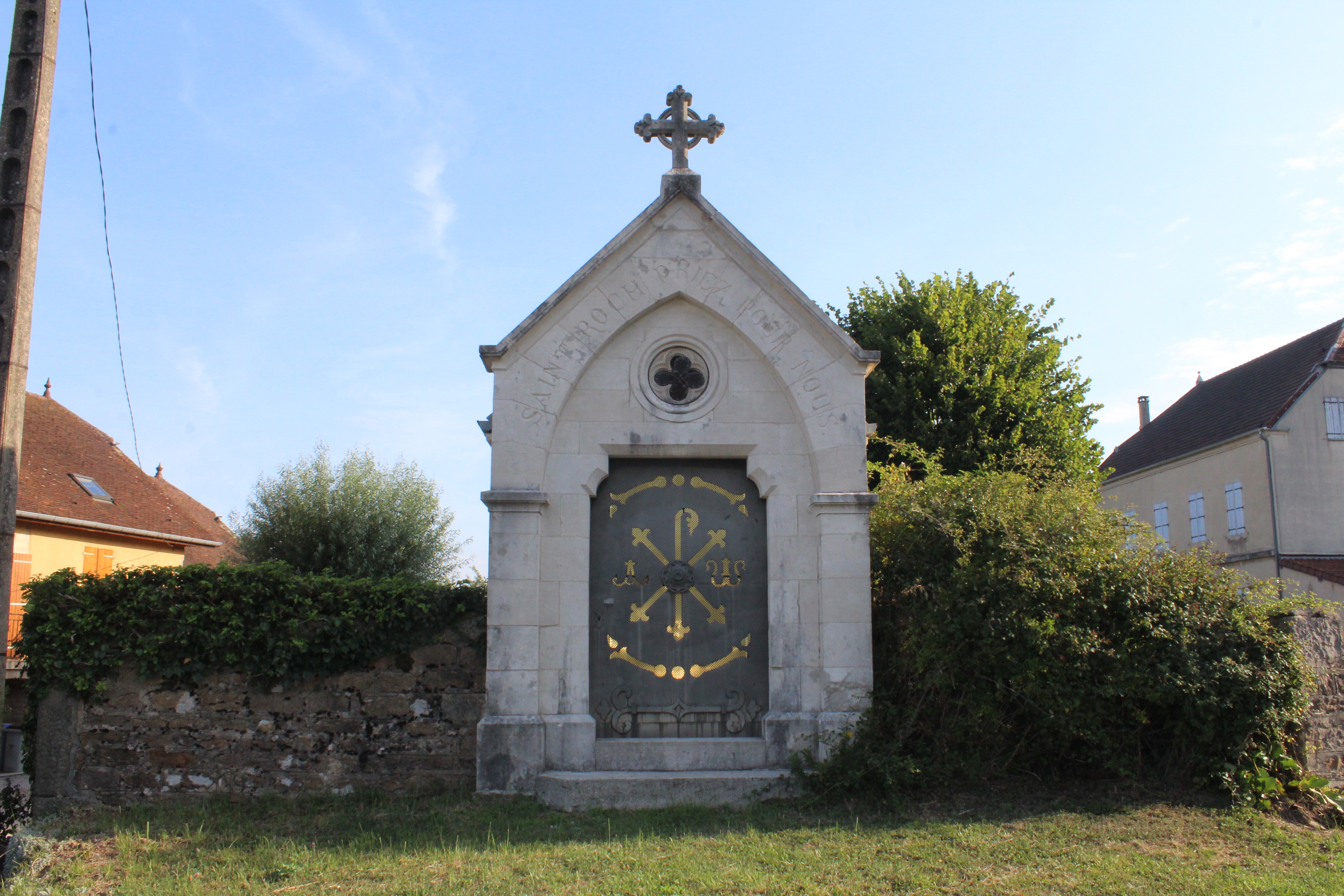
Kapelle Saint-Roch

## Wirtschaft
Die Rebflächen in Maynal sind Teil des Weinbaugebietes Côtes du Jura.